# Arashi (contratorpedeiro)
O Arashi (嵐) foi um navio contratorpedeiro operado pela Marinha Imperial Japonesa e a décima sexta embarcação da Classe Kagerō. Sua construção começou em maio de 1939 no Arsenal Naval de Maizuru e foi lançado ao mar em abril de 1940, sendo comissionado na frota japonesa em novembro do mesmo ano. Era armado com uma bateria principal de seis canhões de 127 milímetros e oito tubos de torpedo de 610 milímetros, tinha um deslocamento carregado de 2,5 mil toneladas e conseguia alcançar uma velocidade máxima de 35 nós (65 quilômetros por hora).
O Arashi teve uma carreira ativa na Segunda Guerra Mundial. Ele apoiou a invasão das Filipinas no final de 1941 e das Índias Ocidentais Holandesas em janeiro de 1942, em seguida ajudando a afundar vários navios Aliados no Mar de Java. O navio lutou na Batalha de Midway em junho e resgatou sobreviventes do porta-aviões Akagi. Depois disso envolveu-se em operações na Campanha de Guadalcanal até o final do ano. Pela primeira metade de 1943 ele escoltou comboios entre Truk e Rabaul. O Arashi foi afundado 7 de agosto de 1943 na Batalha do Golfo de Vella.